# Никола Великов
Никола Енчев Великов с псевдоним Керенски (роден на 13 януари 1900 г. в село Попина, починал през 1937 г.) е виден български анархист, воювал и в колоната на Буенавентура Дурути по време на Испанската гражданска война.
Баща му е учител. В Попина завършва основно училище и започва гимназия. През 1916 г. семейството му се мести във Варна, където учи в местна гимназия, но в крайна сметка е изключен заради участие в немарксистки кръг. Така той трябва да продължи обучението си в гимназия в Кюстендил, където се запознава с учителя анархист Ради Каранов и става анархист заради влиянието му. Контактува с много важни български анархисти като Петър Мазнев – Даскала, Манол Васев, Георги Шейтанов, Васил Икономов, Васил Попов – Героя, Тинко Симов и други.
През май 1922 г. Никола Великов е принуден да стане протестиращ. През декември 1922 г. участва в анархистка група в Долна Оряховица, след това живее в Габрово, Русе, Ямбол и т.н. След преврата на 9 юни 1923 г. постъпва в Килифаревската анархистическа чета, с която работи до септември, когато идва в Плевен. Според някои сведения е участвал в Септемврийското въстание.
След поражението на въстанието емигрира първо в Югославия, а през 1926 г. във Франция. По време на Испанската революция той се присъединява към колоната на Дурути и се бие в нея до 1937 г., когато е убит в битка при Илердо.
В памет на Никола Великов – Керенски на стената на читалището в село Попина през месец септември 1983 г. е поставена паметна плоча с кратко негово животоописание.